# Kontingent
Kontingent je izraz, ki se v slovenščini večinoma nanaša na količino materiala ali velikost skupine ljudi. Predvsem se uporablja v vojaškem izrazoslovju (npr. »kontingent vojakov« opisuje z omejitvijo določeno število vojakov) ali v ekonomskem izrazoslovju (kjer kontingent poleg količine lahko izraža tudi vrednost blaga).